# Har Etan
Har Etan (hebreiska: הר איתן) är ett berg i Israel.   Det ligger i distriktet Jerusalem, i den centrala delen av landet. Toppen på Har Etan är 774 meter över havet.
Terrängen runt Har Etan är lite kuperad.Runt Har Etan är det tätbefolkat, med 913 invånare per kvadratkilometer. Närmaste större samhälle är Jerusalem, 9,8 km öster om Har Etan. Omgivningarna runt Har Etan är i huvudsak ett öppet busklandskap.